# Анкерстед, Карен
Карен Мари Анкерстед Хансен (дат. Karen Marie Ankersted Hansen; 18 июля 1859, Исхой, Исхой — 6 ноября 1921, Копенгаген) — датская преподавательница и одна из первых в стране женщин-политиков. Она была одной из первых четырёх женщин, избранных в муниципальный совет города Фредериксберг в 1909 году, а также одной из первых четырёх женщин, избранных в Фолькетинг (датский национальный парламент) в 1918 году.

## Биография
Карен Мари Анкерстед Хансен родилась 18 июля 1859 года в Исхое. Она была дочерью фермера Нильса Хансена (умер в 1885 году) и Мари Нильсен (ок. 1822—1869). Карен воспитывалась в Копенгагене у приёмной матери Ханны Копп, которая работала учительницей. После окончания Народной средней школы Теструп она училась на частную преподавательницу в школе Н. Захле, получив диплом в 1881 году.
С 1883 по 1888 год Карен преподавала в школе Боргердюд в Кристиансхавне, постепенно получая допуск в управление школ Копенгагенского муниципалитета. В результате она работала учительницей в школах Гасверксвейен и Хадерслевгаде до 1916 года, когда из-за ухудшения здоровья вынуждена была уволиться.
Несмотря на довольно консервативные взгляды, Анкерстед была сторонницей расширения прав женщин, но не участвовала в кампаниях соответствующих активисток. Вместо этого она принимала активное участие в создании Ассоциации учителей Копенгагенского муниципалитета в 1891 году, будучи её председателем в двух периодах (в 1905—1906 и 1910—1912 годах). Она также активно участвовала в работе Женского совета в Дании.
В политике Карен Анкерстед придерживалась консервативных взглядов, став членом партии Хёйре, которая в 1915 году стала именоваться Консервативной народной партией. 1 апреля 1909 года она была избрана в муниципальный совет Фредериксберга, где работала до 11 ноября 1918 года.
Баллотируясь от Орхуса, Анкерстед был избрана в Фолькетинг на выборах 1918 года, когда женщины впервые смогли принять в них участие. Она была одной из четырёх женщин, избранных в парламент, остальные три баллотировались от Копенгагена: Хельга Ларсен (от социал-демократов), Эльна Мунк (от социал-либералов) и Матильда Маллинг Хаушульц (также от консерваторов).
Она не была переизбрана на выборах в апреле 1920 года, но покинула Ригсдаг только в августе следующего года, когда стала членом Ландстинга, где провела последние несколько месяцев своей жизни. Карен Анкерстед умерла в Копенгагене 6 ноября 1921 года.